# Kim Myeong-sun
Kim Myeong-sun (hangŭl: 김명순; hanja: 金明淳; Pyongyang, 20 gennaio 1896 – 22 giugno 1951) è stata una scrittrice, poetessa e attivista coreana femminista.
Pubblicava le sue opere con gli pseudonimi Tansil (탄실?, 彈實?) e Mangyangcho (망양초?, 望洋草?).

## Biografia
Nata a Pyongyang quando le due Coree erano ancora un unico Stato, Kim frequentò la Scuola Femminile Chinmyeong a Seul a partire dal 1908. Pur essendo un'eccellente studentessa, era spesso presa di mira dalla matrigna poiché la sua madre biologica era una kisaeng. Nel 1911 lasciò la scuola, per trasferirsi a Tokyo, in Giappone, nel 1913. Lì iniziò a frequentare la Scuola Femminile Kojimachi, dove tuttavia non completò gli studi poiché tornò nuovamente in Corea. Si diplomò finalmente alla Scuola Femminile Sungmyeon. Nel 1919 Kim si unì al Gruppo della Creazione, il primo vero circolo letterario coreano, organizzato da Kim Dong-in ed altri studenti coreani a Tokyo. Prima di iniziare a pubblicare poesie nel 1921, fu reporter per il quotidiano di Seul Maeil Shinmun. Dal 1927 al 1930 lavorò nel mondo del cinema. Nell'ultimo periodo della sua vita soffrì di gravi problemi finanziari, per poi morire a causa di scarsa salute mentale. Secondo alcune fonti, i suoi problemi psicologici erano dovuti ai travagli della sua vita amorosa.

## Carriera
Debuttò come scrittrice nel 1917, pubblicando la novella Uimun-ui sonyeo (Ragazza sospetta) nella rivista Gioventù (Jeonchun), edita dallo storico Choe Nam-seon. Divenne famosa grazie agli accurati ritratti psicologici dei suoi protagonisti nella novella del 1921 Chilmyeonjo (Turchia), pubblicata nella rivista Gaebyeok (개벽). Continuò a pubblicare le sue opere fino al 1925. Non molto è stato pubblicato sulle opere di Kim Myeong-sun poiché, come lo studioso Kim Yung-Hee ha fatto notare, il mondo accademico si è concentrato poco sulla sua attività in passato e solo recentemente sta "provando a riportare alla luce i suoi lavori perduti in modo da valutare la sua posizione nella stirpe delle scrittrici di romanzi coreane".

## Opere

### Opere tradotte
- A Girl of Mystery, in Questioning Minds

### Opere in coreano (parziale)
- Dubious Girl (Uimun-ui sonyeo, 1917)
- Turkey (Chilmyeonjo, 1921)
- When I Look Back (Dolabol ttae, 1924)
- Tansil and Juyeong (Tansil-i wa juyeong-i, 1924)
- The Vault of Heaven (Changgung, 1925)
- The Guest (Sonnim, 1926)
- I Love (Na-neun saranghanda, 1926)
- Like a Stranger (Moreu-neun saramgati, 1929)